# Brodzic IV
Brodzic odmienny – polski herb szlachecki, odmiana herbu Brodzic, z nobilitacji.

## Opis herbu
W polu błękitnym trzy krzyże kawalerskie z dolnymi ramionami dłuższymi, w rosochę, srebrne.

## Najwcześniejsze wzmianki
Nadany 25 maja 1505 roku, Jakubowi z Brzeziny. Herb jest wynikiem adopcji do herbu Brodzic

## Herbowni
z Brzeziny.